# Gaspar de Quiroga y Vela
Pour les articles homonymes, voir Quiroga et Vela.
Gaspar de Quiroga y Vela (né à Madrigal de las Altas Torres, Vieille-Castille, Espagne, le 15 janvier 1512 et mort à Séville le 12 novembre 1594) est un cardinal espagnol du XVIe siècle. Il est évêque de Cuenca puis archevêque de Tolède et primat d'Espagne.

## Repères biographiques
Gaspar de Quiroga y Vela exerce des fonctions au conseil suprême de justice de l'Inquisition espagnole et est conseiller au conseil de Castille. Il est président du conseil d'Italie en 1567-1571 et en 1586. En 1571 il est élu évêque de Cuenca. Après plusieurs années au service du roi, Quiroga est nommé Inquisiteur général et membre du conseil d'État, chargé de l'intendance supérieure des réunions à la résidence du "Palacio de Flandes" du roi. Il est promu archevêque de Tolède et primat d'Espagne en 1577. 
Le pape Grégoire XIII le crée cardinal lors du consistoire du 15 décembre 1578. Le cardinal Quiroga ne participe pas au conclave de 1585 (élection de Sixte V), ni aux conclaves de 1590 (élection d'Urbain VII et de Grégoire XIV), au conclave de 1591 (élection d'Innocent IX) ou à celui de 1592 (élection d'Urbain VIII (c'est Clément VIII qui est élu en 1592)).